# Кане (Приморски Алпи)
Кане (фр. Cannet) је насељено место у Француској у региону Прованса-Алпи-Азурна обала, у департману Приморски Алпи.
По подацима из 1990. године број становника у месту је био 41.842, а густина насељености је износила 5,427 становника/km².

## Демографија
| 1962.  | 1968.  | 1975.  | 1982.  | 1990.  | 1999.  | 2011.  |
| ------ | ------ | ------ | ------ | ------ | ------ | ------ |
| 15.499 | 23.231 | 33.892 | 37.411 | 41.842 | 42.158 | 42.754 |

## Партнерски градови
- Кенигштајн на Таунусу
- Vila do Conde
- Лафејет
- Beauport
- Бенидорм
- Agnibilékrou